# بسببك أنت (أغنية كيلي كلاركسون)
بسببك أنت (بالإنجليزية: Because of You)‏ هي أغنية سجلتها مغنية البوب الأمريكية كيلي كلاركسون لألبومها الثاني Breakaway )  2004)، وهي من تأليف كلاركسون بالاشتراك مع منتجيها ديفيد هودجز وبن مودي، كلاهما من فرقة Evanescence. صدرت في 16 أغسطس 2005 بواسطة RCA Records، بوصفها الأغنية المنفردة الثالثة من ألبوم Breakaway. كتبت كلاركسون «بسببك أنت» عندما كانت بعمر 16 لمواجهة الاضطراب العاطفي الناجم عن طلاق والديها. أرادت وضع الأغنية في ألبوم الاستوديو الأول لها، Thankful ) 2003)، لكن شركة التسجيلات الخاصة بها رفضت الأغنية. صقلت كلاركسون الأغنية مع هودجز ومودي قبل إقناع شركة التسجيلات بنجاح بتضمينها في ألبوم Breakaway.
غنائيًا، تستكشف أغنية «بسببك أنت» ألم علاقة  كلاركسون المتدهورة بوالدها. تبدأ الأغنية باللحن الذي يقوده البيانو وعندما تنطلق في الجوقة (الكورس)، يصبح صوت الجيتار الصاخب واضحًا. تلقت أغنية «بسببك أنت» تعليقات إيجابية من نقاد الموسيقى، الذين أثنوا على كلماتها التعبيرية وترتيبها الإبداعي وبراعة كلاركسون الصوتية. بلغت ذروتها في المرتبة السابعة على Billboard Hot 100 وباعت أكثر من 2 مليون تحميل رقمي في الولايات المتحدة. حصلت على الشهادة البلاتينية من رابطة صناعة التسجيلات الأمريكية (RIAA). أصبحت أغنية «بسببك أنت» أكبر نجاح لكلاركسون في أوروبا، إذ تصدرت قائمة أفضل 100 أغنية فردية في أوروبا. ووصلت إلى المركز الأول في البرازيل وهولندا والدنمارك وسويسرا، إضافةً إلى المراكز العشرة الأولى في أستراليا والنمسا وبلجيكا وألمانيا وهنغاريا وأيرلندا والمملكة المتحدة.
أخرج الفيديو الموسيقي المصاحب للأغنية فاديم بيرلمان. كتبت كلارسون طريقة معالجة الفيديو بنفسها لتعكس الألم الذي شعرت به بسبب طلاق والديها. تركز حبكة الفيديو على خوض كلاركسون في جدال حاد مع زوجها أمام طفلها قبل أن تدرك أنها كانت تكرر خطأ والديها. فازت في فئة أفضل فيديو أنثى في حفل توزيع جوائز MTV Video Music Awards لعام 2006.

## الخلفية والكتابة
«أشهر أغنية لي في جميع أنحاء العالم هي بسببك أنتَ، ويمكنك أيضًا أن تمسك بسكين. هذه الأغنية هي حقًا أكثر الأغاني التي كتبتها كآبة على الإطلاق. حاولت وضعها في ألبوم Thankful، وسُخِر مني وأُخبرتُ بأنني لست كاتبة جيدة. ثم حاولت وضعها في ألبوم Breakaway، وشاهدت شركة التسجيل النتائج، واستجاب الناس لها، وسمحت لها بأن تصبح فردية. ثم حصلتُ على الفضل في نجاحها بالطبع». 
كتبت كلارسون أغنية بسببك أنتَ بالاشتراك مع ديفيد هودجز وبن مودي. وكتبوا وأنتجوا مقطعًا آخر بعنوان «مدمن» ظهر في ألبوم كلاركسون (Breakaway (2004. كتبت كلاركسون في الأصل «بسببك أنت» عندما كانت في السادسة عشرة من عمرها وسيلةً للتعامل مع الضيق العاطفي الناجم عن طلاق والديها. كتبت كلمات الأغنية في أقل من 25 دقيقة.
في مقابلة مع صحيفة الغارديان، قالت كلاركسون إنها أرادت تضمين الأغنية في ألبومها الأول، (Thankful (2003، لكن سُخر منها. ثم بادرت بتحسين الأغنية عن طريق إرسال شريط إلى هودجز ومودي، اللذين عملت معهما لاحقًا، وحصلت على فضل المشاركة في كتابة الأغنية. أوضحت كلاركسون: «عند سماع ألبوم Evanescence، يمكنك أن تلاحظ بوضوح أن ديفيد وبين لديهما شغف حقيقي بالموسيقى وخبرة واسعة بهذا المجال. ولدي صوت ضخم وأحب الموسيقى التي تناسبه، لذا فقد كان فريق الأحلام الحقيقي».
وفقًا لمودي، فقد كان معجبًا جدًا بكلاركسون والأغنية نفسها، قائلًا «كانت لديها هذه الأفكار بالفعل للأغاني، كل ما كان علي فعله حقًا هو بناء الموسيقى حولها وتطويرها. كان الأمر سهلًا للغاية». اعترفت كلاركسون أيضًا بأن أغنية «بسببك أنت» هي أكثر الأغاني التي كتبتها كآبة على الإطلاق. أخبرت Entertainment Weekly في أغسطس 2011 أنها تريد أن تُذكر بهذه الأغنية لأنها اضطرت إلى العمل بجد لوضعها في (Breakaway (2004 عندما كان الجميع ضدها. وأضافت: «أعتقد أنني الأكثر فخرًا  بهذه الأغنية، لأنها لم تعجب أحدًا حتى وضعتها في الألبوم واحتلت المرتبة الأولى في جميع أنحاء العالم وأحبها الجميع».

## المرجع
1. 1 2  Macpherson، Alex (20 أكتوبر 2011). "Kelly Clarkson: 'I just did it to pay the bills'". The Guardian. جارديان ميديا جروب [الإنجليزية]. مؤرشف من الأصل في 2021-05-11. اطلع عليه بتاريخ 2012-01-01.
2. 1 2  Moss، Carey (3 أغسطس 2005). "Kelly Clarkson Chooses Track Written With Ben Moody As Next Single". إم تي في نيوز. فاياكوم. مؤرشف من الأصل في 2013-11-04. اطلع عليه بتاريخ 2012-01-07.
3. 1 2  Moss، Corey (نوفمبر 22, 2004). "Kelly Clarkson: Just Listen". MTV. مؤرشف من الأصل في March 5, 2011. اطلع عليه بتاريخ January 7, 2012.
4. ↑  Wong، Janet؛ Mock، Janet. "Kelly Clarkson - Biography". بيبول. شركة تايم  [لغات أخرى]‏. مؤرشف من الأصل في 2016-03-03. اطلع عليه بتاريخ 2012-01-07.{{استشهاد بخبر}}:  صيانة الاستشهاد: علامات ترقيم زائدة (link)
5. ↑  "Kelly Clarkson Answers Your Questions". بي بي سي عبر الإنترنت. نوفمبر 8, 2004. مؤرشف من الأصل في يونيو 2, 2012. اطلع عليه بتاريخ يناير 7, 2012.
6. ↑  Goldblatt، Henry (31 أغسطس 2011). "Kelly Clarkson on the soundtrack of her life: Read her exclusive EW interview here". إنترتينمنت ويكلي. Time Inc. مؤرشف من الأصل في 2014-10-17. اطلع عليه بتاريخ 2012-01-06.